# Гандбол на літніх Олімпійських іграх 2012
Змагання з гандболу на літніх Олімпійських іграх 2012 року проходили з 28 липня по 12 серпня. Розігрувались два комплекти нагород: серед чоловіків і жінок.
Попередні тури були проведені на стадіоні Копер-Бокс, а півфінали і фінал — на Великій баскетбольній арені.

## Загальний залік
| Загальна кількість нагород |            |        |        |        |        |
| Місце                      | Країна     | Золото | Срібло | Бронза | Всього |
| 1                          | Норвегія   | 1      | 0      | 0      | 1      |
| 1                          | Франція    | 1      | 0      | 0      | 1      |
| 3                          | Чорногорія | 0      | 1      | 0      | 1      |
| 3                          | Швеція     | 0      | 1      | 0      | 1      |
| 5                          | Іспанія    | 0      | 0      | 1      | 1      |
| 5                          | Хорватія   | 0      | 0      | 1      | 1      |

## Медалісти
| Турнір   | Золото | Срібло | Бронза |
| Чоловіки | Франція · Жером Фернандез · Дідьє Дінар · Ксав'є Бараше · Гійом Жиль · Бертран Жиль · Даніель Нарсісс · Гійом Жолі · Самюель Онрубія · Дауда Карабуе · Нікола Карабатич · Тьєррі Омеєр · Вільям Аккамбре · Люк Абало · Седрік Сорендо · Мікаель Гігу                                                      | Швеція · Маттіас Андерссон · Маттіас Густафссон · Кім Андерссон · Юнас Келлман · Магнус Єрнемір · Ніклас Екберг · Далібор Додер · Юнас Ларгольм · Тобіас Карлссон · Юхан Якубссон · Юхан Сьєстранд · Фредрік Петерсен · Кім Екдаль дю Ріц · Маттіас Закріссон · Андреас Нільссон | Хорватія · Веніо Лосерт · Івано Балич · Домагой Дувняк · Блаженко Лацкович · Марко Копляр · Ігор Ворі · Яков Гоюн · Златко Хорват · Драго Вукович · Дамір Бічанич · Денис Бунтич · Мірко Алілович · Мануель Штрлек · Іван Чупич · Іван Нінчевич                                   |
| Жінки    | Норвегія · Карі Олвік Грінсбе · Іда Альстад · Гейді Леке · Тоньє Нестволд · Каролін Дюре Брейванг · Крістін Лунде-Боргерсен · Карі Метте Йогансен · Маріт Мальм Фрафйорд · Лінн Єрум Сулланд · Катрін Лунде Гаральдсен · Лінн-Крістін Рігелгут Корен · Єріл Сноррегген · Аманда Куртович · Камілла Геррем | Чорногорія · Марина Вукчевич · Радміла Мілянич · Йованка Радічевич · Ана Джокич · Марія Йованович · Ана Радович · Анджела Булатович · Соня Бар'яктарович · Мая Савич · Бояна Попович · Сузана Лазович · Катаріна Булатович · Майда Мехмедович · Мілена Кнежевич                  | Іспанія · Андреа Барно · Кармен Мартін* · Нелі Карла Альберто · Беатріс Фернандес · Вероніка Куадрадо · Марта Манге · Макарена Агілар · Сільвія Наварро · Хессіка Алонсо · Елізабет Пінедо · Бегонья Фернандес · Ванесса Аморос · Патрісія Елорса · Міхаела Чобану · Марта Лопес* |

## Стадіони
| Копер Бокс       | Баскетбольна олімпійська арена в Лондоні |
| ---------------- | ---------------------------------------- |
| Місткість: 7 000 | Місткість: 12 000                        |
| Попердні матчі   | Фінальні матчі                           |